# حادثة التصادم في بويسغان 2015
حادثة التصادم التي حدثت في بويسغان في فرنسا بتاريخ 23 أكتوبر 2015 في الساعة 07:30 بالتوقيت المحلي (05:30 بالتوقيت العالمي) أدت إلى وفاة 48 شخصا على الأقل بضمنهم طفل عمره 3 سنوات.
وقعت الحادثة نتيجة تصادم حافلة مع شاحنة في بويسغان جنوب غرب فرنسا.